# Толос (Сер)
Толос (грч. Θολός) је насељено место у општини Зиљахово у периферији Средишња Македонија, Грчка. Према попису из 2021. године било је 395 становника.
Према бугарском географу и историчару, Василу Канчову, у Толосу је 1900. године живело 150 Турака хришћана и 50 Рома. Током Балканских ратова село је настрадало и део мештана је избегло, тако је после рата остало 65 житеља. После Првог светског рата насељен је већи број грчких избеглица из Турске, те је 1920. године било 520 житеља. Године 1923. досељене су и друге избеглице, тако је број становника порастао 1928. година на 972.